# Čvrsnica
Čvrsnica je s vrhom Pločno od 2228 mnv najviša planina u središnjim Dinaridima kao i na cijelom SZ dinarskom pravcu sve do Soče. Smještena je na sjevernom dijelu Hercegovine, na desnoj obali Neretve u parku prirode Blidinje. Neretva je omeđuje s istoka kao i njeni pritoci Doljanka sa sjevera i Drežanka s juga. Oko 1500 metara dubok kanjon Dive Grabovice proteže se od središta planine prema Neretvi u dužini od 6,2 kilometra. Sa sjeverozapadne strane je rasjedna udolina Dugo polje koja razdvaja Čvrsnicu od Vrana. Podnožje planine je na nekih 200 mnv i naglo se uzdiže do oko 2000 mnv i dalje prema najvišem vrhu od 2228 mnv.
Masiv Čvrsnice čine planiski hrpti (vijenci) Velika Čvrsnica i Vilinac te visoravni Velika Čvrsnica, Muarnica, Plas i Mala Čvrsnica. Pored najvišeg vrha Pločno postoji još pet vrhova preko 2000 metara i to: Draga kosa 2217 m, Jelinak 2170 m, Kapci 2156 m, Ploča 2040 m i Veliki Vilinac 2113 m.
Čvrsnica je zaštićena u sklopu parka prirode Blidinje a geomorfološki objekt u obliku luka Hajdučka vrata ili Mijatov prolaz je zaštićen kao spomenik prirode od 1985. godine.
Čvrsnica je gotovo u potpunosti obrasla šumom. Od podnožja prema vrhu izmjenjuju se šume bjelog graba, veprine, tilovine, hrasta medunca, bukve, jele, crnog bora, munike, bora krivulja i drugih manje zastupljenih vrsta. 
Vrh Pločno (Ploča, Velika Čvrsnica) bio je najviši vrh Banovine Hrvatske.

## Vanjske poveznice
- Hrvatsko planinarsko društvo Pločno